# Andrzej Krzanowski
Andrzej Krzanowski [ˈandʒɛɪ̯ kʃaˈnɔfsci] (* 9. April 1951 in Bielsko-Biała; † 1. Oktober 1990 in Czechowice-Dziedzice) war ein polnischer Komponist und Akkordeonist. Krzanowski studierte Komposition an der Nationalen Hochschule für Musik in Katowice von 1971 bis 1975. 
Krzanowski revolutionierte das Akkordeonspiel und erschloss für dieses als volkstümlich geltende Instrument neue Bereiche; so schrieb Krzanowski als erster Sinfonien für das Akkordeon.

## Werke (Auswahl)
- Prélude für das Akkordeon (1970)
- Nocturne, Prélude und Fuge für ein Akkordeonquintett. (1971–1975)
- Piesni północne na chór mieszany (1973)
- Sinfonie Nr. 1 (1975)
- Sinfonie Nr. 2 (1984, 1991 bei den Weltmusiktagen der Internationalen Gesellschaft für Neue Musik ISCM in Zürich aufgeführt).[1]